# Gottesdienst im ZDF

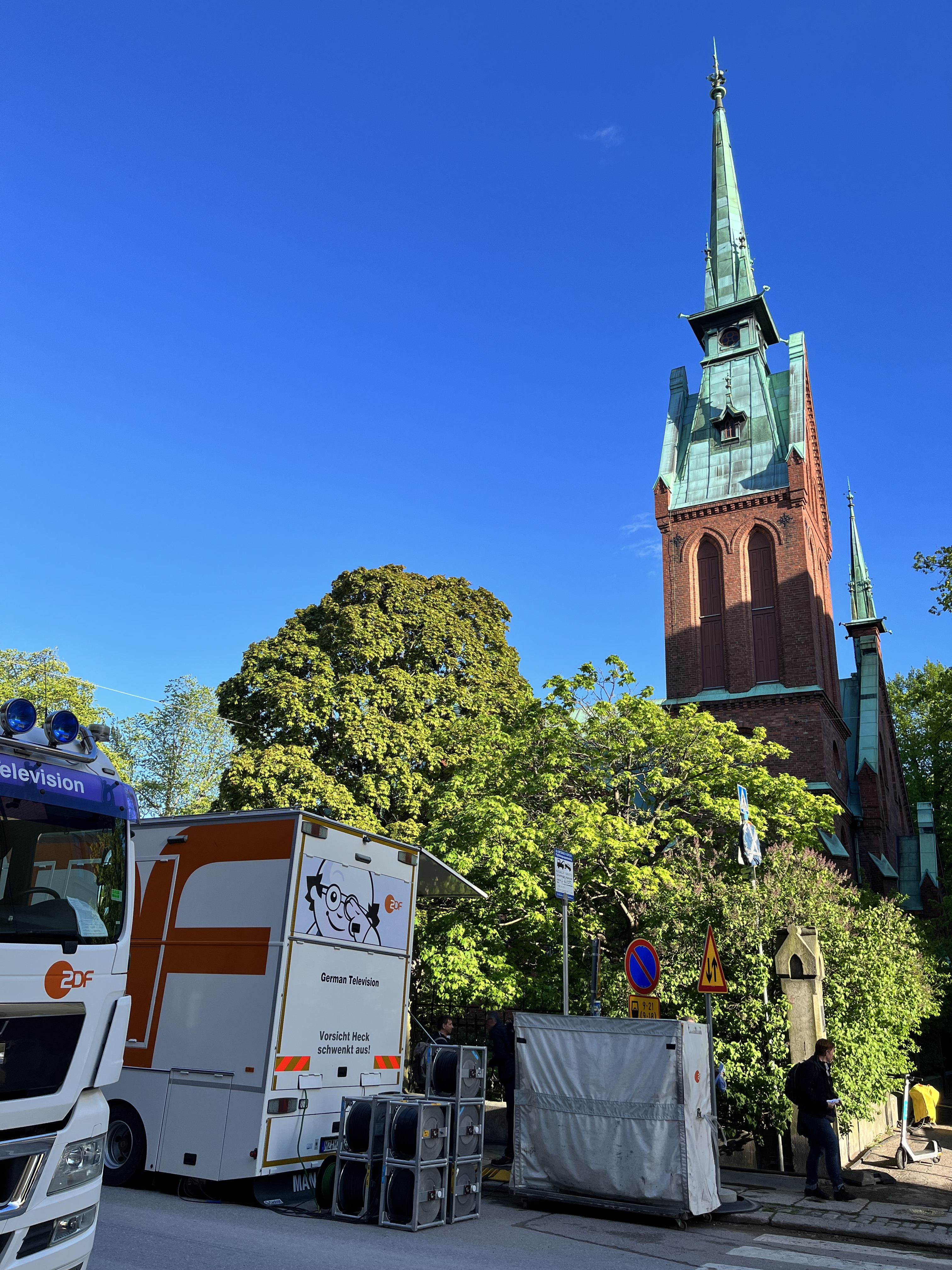
ZDF-Übertragungswagen vor der Deutschen Kirche in Helsinki im Juni 2022

Der Gottesdienst im ZDF ist eine regelmäßig sonntags ausgestrahlte Sendung des ZDF, bei der ein christlicher Gottesdienst in der Regel für 45 Minuten – und bei besonderen Anlässen davon abweichend – ab 9:30 Uhr im Hauptprogramm des Senders ausgestrahlt wird.

## Hintergrund und Geschichte
Seit 1979 überträgt das ZDF regelmäßig Gottesdienste, anfangs 14-täglich, seit 1986 im wöchentlichen Wechsel evangelisch und katholisch. Die Zuschauerzahlen sind anfangs stetig gewachsen und betrugen zum 30. November 2004 rund 900.000 Zuschauer pro Sendung, mittlerweile schalten regelmäßig um die 800.000 Fernsehzuschauer zu den Sendungen ein. Seit dem 18. Mai 2008 werden in der Programmplanung auch orthodoxe und evangelisch-freikirchliche Gemeinden berücksichtigt.
Bei diesen Verkündigungssendungen ist für Sendezeiten, Übertragung sowie damit zusammenhängende technische Fragen die ZDF-Redaktion Kirche und Leben verantwortlich. Der jeweilige Pfarrer ist für die inhaltliche Ausgestaltung inklusive Predigt zuständig; der ZDF-Redakteur Ingo Witt betreut die Sendungen redaktionell. In der ARD wird mit vergleichbarer Intention Das Wort zum Sonntag gesendet.  
Betreut werden die Fernsehgottesdienste von den Kirchen: Katholischerseits von der Katholischen Fernseharbeit, evangelischerseits vom Senderbeauftragten der Evangelischen Kirche in Deutschland. Hauptsächlich werden Gottesdienste aus Deutschland und Österreich übertragen, aber ein- bis zweimal im Jahr auch Gottesdienste deutscher Gemeinden in anderen Ländern. Dabei werden die Gottesdienste aufgezeichnet und kurze Zeit später ausgestrahlt.
Rechtliche Grundlage der Gottesdienstausstrahlungen ist der Staatsvertrag über den Rundfunk im vereinten Deutschland, demgemäß die beiden öffentlich-rechtlicher Sender den christlichen Kirchen und anderen anerkannten Religionsgemeinschaften als gesellschaftlich relevanten Gruppen Sendezeiten für gottesdienstliche Feiern einräumen müssen.